# Seven Ways from Sundown
Seven Ways from Sundown (Brasil: Matar Por Dever ) é um filme estadunidense de 1960 do gênero faroeste, dirigido por Harry Keller e estrelado por Audie Murphy e Barry Sullivan.
Nascido no Texas, esta é a primeira vez que Murphy encarna um personagem daquele estado (com exceção de To Hell and Back, em que interpretou a si mesmo). Contudo, quem rouba o espetáculo é Barry Sullivan, no papel de um simpático assassino.

## Sinopse
Seven-Ways-From-Sundown Jones, ou simplesmente Seven Jones, acaba de ser admitido entre os Texas Rangers e recebe do Tenente Herly a dura missão de capturar Jim Flood, um charmoso facínora que tanto deixa um rastro de sangue por onde passa quanto faz bater mais forte o coração das mulheres que o conhecem. Ajudado pelo Sargento Hennessey, que lhe ensina a atirar bem com o revólver, Seven prende Flood, que, entretanto, mata o sargento.
No caminho para a prisão, Flood tem várias oportunidades de liquidar Seven, porém não o faz. Os dois têm de enfrentar apaches, caçadores de recompensa e outros perigos, o que os leva a se conhecerem melhor e a se respeitarem. No entanto, o desdobramento da morte de Two Jones, irmão de Seven e também um ranger, ocorrida anos antes, leva a história para uma outra direção.

## Elenco
| Ator/Atriz        | Personagem         |
| ----------------- | ------------------ |
| Audie Murphy      | Seven Jones        |
| Barry Sullivan    | Jim Flood          |
| Venetia Stevenson | Joy Karrington     |
| John McIntire     | Sargento Hennessey |
| Kenneth Tobey     | Tenente Herly      |
| Mary Field        | Senhora Karrington |
| Ken Lynch         | Graves             |
| Suzanne Lloyd     | Lucinda            |